# 幡野町 (瀬戸市)
幡野町（はたのちょう）は、愛知県瀬戸市新郷連区の町名。丁番を持たない単独町名である。

## 地理
- 瀬戸市の南西部に位置する[8]。西を赤重町、北を新郷町・原山町、東を原山台、南を緑町・東赤重町と隣接している[8]。
- 菱野団地の西側に接する住宅地域[8]。

### 学区
市立小・中学校に通う場合、学区は以下の通りとなる。また、公立高等学校普通科に通う場合の学区は以下の通りとなる。
| 番・番地等 | 小学校             | 中学校               | 高等学校 |
| ---------- | ------------------ | -------------------- | -------- |
| 全域       | 瀬戸市立陶原小学校 | 瀬戸市立水無瀬中学校 | 尾張学区 |

なお、幡野町356〜358番地、362〜363番地、370〜391番地については、特定区域における校区外通学が認められており、申請をすれば瀬戸市立原山小学校、瀬戸市立光陵中学校への進学も可能である。

## 歴史

### 町名の由来
1989年（明治22年）に本地村と菱野村が合併して幡野村が誕生する際、村内の八幡社と熊野社の一字ずつを採って幡野村と名付けた。町名設定の際、昔の幡野村の名前を残そうということで、この地を幡野町と呼ぶようになったといわれる。

### 沿革
- 1963年（昭和38年）10月1日 - 瀬戸市大字菱野・大字本地字原山の各一部により、同市幡野町として成立[2]。
- 1981年（昭和56年）2月1日 - 瀬戸市大字菱野字長根の一部を編入する[12]。
- 1985年（昭和60年）4月27日 - 町域の一部が東赤重町・赤重町となり、緑町の一部を編入する[2][13]。

## 世帯数と人口
2024年（令和6年）2月1日現在の世帯数と人口は以下の通りである。
| 町丁   | 世帯数  | 人口    |
| ------ | ------- | ------- |
| 幡野町 | 877世帯 | 1,865人 |

### 人口の変遷
国勢調査による人口の推移
| 1995年（平成7年）  | 1,805人 | [ 14 ] |  |
| 2000年（平成12年） | 1,698人 | [ 15 ] |  |
| 2005年（平成17年） | 1,587人 | [ 16 ] |  |
| 2010年（平成22年） | 1,738人 | [ 17 ] |  |
| 2015年（平成27年） | 1,813人 | [ 18 ] |  |
| 2020年（令和2年）  | 1,764人 | [ 19 ] |  |

### 世帯数の変遷
国勢調査による世帯数の推移。
| 1995年（平成7年）  | 600世帯 | [ 14 ] |  |
| 2000年（平成12年） | 603世帯 | [ 15 ] |  |
| 2005年（平成17年） | 590世帯 | [ 16 ] |  |
| 2010年（平成22年） | 664世帯 | [ 17 ] |  |
| 2015年（平成27年） | 723世帯 | [ 18 ] |  |
| 2020年（令和2年）  | 716世帯 | [ 19 ] |  |

## 交通

### 鉄道
町内に鉄道は走っていない。最寄り駅は愛知環状鉄道・愛知環状鉄道線瀬戸口駅になる。

### バス
名鉄バス「東山線」
- 【40】【41】藤が丘 - 岩作 - 赤重 - 菱野団地 系統 ： 幡野バス停（菱野団地方面乗り場）

瀬戸市コミュニティバス「上之山線」
- 瀬戸駅前 - 瀬戸口駅 - 山口駅 - サンヒル上之山 - 八草駅 系統 ： 幡野町北バス停・東赤重町バス停（いずれも八草駅方面乗り場）

瀬戸市コミュニティバス「本地線」
- 陶生病院 - 瀬戸口駅 - 愛知医大 系統 ： 東赤重町バス停（愛知医大方面乗り場）

- 幡野バス停
- 幡野町北バス停
- 東赤重町バス停

### 道路
- 愛知県道57号瀬戸大府東海線 ： 町の北部を東西に通っている。
- 愛知県道209号愛・地球博記念公園瀬戸線[8] ： 町の南部、東赤重町・緑町との町境を南北に通っている。

- 愛知県道57号標識（幡野町北交差点）
- 愛知県道209号標識（幡野町北交差点）

## 施設
- 梶田神社[8] ： 1584年（天正12年）小牧・長久手の戦いの時、戦いに敗れてこの地に下り、この地で息を引き取った梶田甚五郎直政を祀っているという伝説がある[20]。
- 浅野整形外科 ： 1990年（平成2年）開院[21]。診療科目は整形外科・リハビリテーション科・リウマチ科・脳神経外科[21]。医療法人あい愛会が運営している[21]。
- キッチンビッキー ： アットホームな雰囲気でくつろげる洋食店[22]。
- 美乃寿し ： 家族全員で利用できるメニュー豊富な寿司屋[23]。1日1個限定の華やかな寿司ケーキもある[23]。
- 幡野町ちびっこ広場 ： 町の北部にある小さな公園。すべり台と鉄棒がある。
- 幡野町ちびっこ広場（II） ： 町の中央部にある小さな公園。すべり台と鉄棒がある。幡野町集会所に隣接している。
- 幡野町IIIちびっこ広場 ： 町の東部にある小さな公園。ブランコと鉄棒、コンビネーション遊具がある。原山保育園[注釈 1]に隣接している。

- 梶田神社
- キッチンビッキー
- 幡野町ちびっこ広場
- 幡野町ちびっこ広場（II）
- 幡野町IIIちびっこ広場

## その他

### 日本郵便
- 郵便番号 : 489-0874[6]（集配局：瀬戸郵便局[24]）。